# Amstel Gold Race feminina de 2021
A 7.ª edição da Amstel Gold Race feminina (oficialmente: Amstel Gold Race Ladies Edition) celebrou-se a 18 de abril de 2021 sobre um percurso de 116,3 km.
Normalmente a corrida inicia em Maastricht e finaliza em Valkenburg aan de Geul, mas com motivo da pandemia de COVID-19 a edição 2021 correu-se num circuito regional de 7 giros com um giro inicial de 14,9 km e 6 giros de 16,9 km, com início e final em em a cidade de Valkenburg aan de Geul nos Países Baixos.
A corrida fez parte do UCI WorldTour Feminino de 2021 como concorrência de categoria 1.wwT do calendário ciclístico de máximo nível mundial sendo a sexta corrida de dito circuito e foi vencida pela ciclista neerlandesa Marianne Vos da equipa Jumbo-Visma. O pódio completaram-no as também neerlandesas Demi Vollering da equipa SD Worx e Annemiek van Vleuten da equipa Movistar.

## Equipas
Tomaram parte na corrida 23 equipas dos quais 9 são equipas de categoria UCI Women's WorldTeam e 14 UCI Women's continental teams. As equipas participantes foram:
| translation for headoftableIII_translate index 58 not found (9)- Alé BTC Ljubljana - Team BikeExchange - Canyon-SRAM Racing - Team DSM - FDJ-Nouvelle Aquitaine-Futuroscope - Liv Racing - Movistar Team - SD Worx - Trek-Segafredo UCI Women's continental teams (15)- A.R. Monex - Andy Schleck-CP NVST-Immo Losch - Bingoal Casino-Chevalmeire - CAMS-Tifosi - Ceratizit-WNT Pro Cycling - Cogeas-Mettler-Look Pro Cycling Team - Doltcini-Van Eyck Sport-Proximus - GT Krush Tunap - Jumbo-Visma - Lotto Soudal Ladies - Multum Accountants - NXTG Racing - Parkhotel Valkenburg - Team Tibco-Silicon Valley Bank - Valcar-Travel & Service |
| |

## Classificações finais
As classificações finalizaram da seguinte forma:

### Classificação geral
| \| Classificação geral \| Classificação geral \| Classificação geral \| Classificação geral \| Classificação geral \| \| Ciclista \| Ciclista \| Equipe \| Tempo \| \| \| ------------------- \| ---------------------- \| ---------------------------------- \| ------------------- \| ------------------- \| \| 1. \| Marianne Vos \| Jumbo-Visma Women Team \| 3h00m20s \| \| \| 2. \| Demi Vollering \| SD Worx \| + 0s \| \| \| 3. \| Annemiek van Vleuten \| Movistar Team \| + 0s \| \| \| 4. \| Amanda Spratt \| Team BikeExchange \| + 0s \| \| \| 5. \| Soraya Paladin \| Liv Racing \| + 0s \| \| \| 6. \| Mavi García \| Alé BTC Ljubljana \| + 0s \| \| \| 7. \| Cecilie Uttrup Ludwig \| FDJ-Nouvelle Aquitaine-Futuroscope \| + 1s \| \| \| 8. \| Elisa Longo Borghini \| Trek-Segafredo \| + 1s \| \| \| 9. \| Ashleigh Moolman Pasio \| SD Worx \| + 1s \| \| \| 10. \| Katarzyna Niewiadoma \| Canyon-SRAM Racing \| + 2s \| \| |                        |                                    |          |
| |                        |                                    |          |
| Fontes: ProCyclingStats Cycling Quotient |                        |                                    |          |
| Classificação geral |                        |                                    |          |
| Ciclista | Ciclista               | Equipe                             | Tempo    |
| 1. | Marianne Vos           | Jumbo-Visma Women Team             | 3h00m20s |
| 2. | Demi Vollering         | SD Worx                            | + 0s     |
| 3. | Annemiek van Vleuten   | Movistar Team                      | + 0s     |
| 4. | Amanda Spratt          | Team BikeExchange                  | + 0s     |
| 5. | Soraya Paladin         | Liv Racing                         | + 0s     |
| 6. | Mavi García            | Alé BTC Ljubljana                  | + 0s     |
| 7. | Cecilie Uttrup Ludwig  | FDJ-Nouvelle Aquitaine-Futuroscope | + 1s     |
| 8. | Elisa Longo Borghini   | Trek-Segafredo                     | + 1s     |
| 9. | Ashleigh Moolman Pasio | SD Worx                            | + 1s     |
| 10. | Katarzyna Niewiadoma   | Canyon-SRAM Racing                 | + 2s     |

## Ciclistas participantes e posições finais
| Canyon-SRAM Racing CSR | Canyon-SRAM Racing CSR        | Canyon-SRAM Racing CSR |
| ---------------------- | ----------------------------- | ---------------------- |
| Num                    | Ciclista                      | Pos                    |
| 1                      | Katarzyna Niewiadoma (POL)    | 10.                    |
| 2                      | Tiffany Cromwell (AUS)        | 24.                    |
| 3                      | Alena Amialiusik (BLR)        | 48.                    |
| 4                      | Alexis Ryan (USA)             | DNF                    |
| 5                      | Elise Chabbey (SUI) (estrada) | 33.                    |
| 6                      | Mikayla Harvey (NZL)          | 47.                    |

| SD Worx SDW | SD Worx SDW                          | SD Worx SDW |
| ----------- | ------------------------------------ | ----------- |
| Num         | Ciclista                             | Pos         |
| 11          | Anna van der Breggen (NED) (estrada) | 53.         |
| 12          | Demi Vollering (NED)                 | 2.          |
| 13          | Chantal van den Broek-Blaak (NED)    | 52.         |
| 14          | Anna Shackley (GBR)                  | 17.         |
| 15          | Ashleigh Moolman Pasio (RSA)         | 9.          |
| 16          | Niamh Fisher-Black (NZL)             | 12.         |

| Team DSM DSM | Team DSM DSM           | Team DSM DSM |
| ------------ | ---------------------- | ------------ |
| Num          | Ciclista               | Pos          |
| 21           | Floortje Mackaij (NED) | 29.          |
| 22           | Lorena Wiebes (NED)    | DNF          |
| 23           | Coryn Rivera (USA)     | 26.          |
| 24           | Leah Kirchmann (CAN)   | 50.          |
| 25           | Franziska Koch (GER)   | 72.          |
| 26           | Juliette Labous (FRA)  | 16.          |

| Trek-Segafredo TFS | Trek-Segafredo TFS                   | Trek-Segafredo TFS |
| ------------------ | ------------------------------------ | ------------------ |
| Num                | Ciclista                             | Pos                |
| 31                 | Elisa Longo Borghini (ITA) (estrada) | 8.                 |
| 32                 | Lucinda Brand (NED)                  | 23.                |
| 33                 | Tayler Wiles (USA)                   | 45.                |
| 34                 | Audrey Cordon-Ragot (FRA) (estrada)  | DNF                |
| 35                 | Lauretta Hanson (AUS)                | 31.                |
| 36                 | Ruth Winder (USA)                    | 20.                |

| Movistar Team MOV | Movistar Team MOV                    | Movistar Team MOV |
| ----------------- | ------------------------------------ | ----------------- |
| Num               | Ciclista                             | Pos               |
| 41                | Annemiek van Vleuten (NED) (estrada) | 3.                |
| 42                | Leah Thomas (USA)                    | 21.               |
| 43                | Katrine Aalerud (NOR)                | 11.               |
| 44                | Paula Patiño (COL)                   | 71.               |
| 45                | Jelena Erić (SRB)                    | 54.               |
| 46                | Sara Martín Martín (ESP)             | 32.               |

| Liv Racing LIV | Liv Racing LIV             | Liv Racing LIV |
| -------------- | -------------------------- | -------------- |
| Num            | Ciclista                   | Pos            |
| 51             | Sabrina Stultiens (NED)    | 41.            |
| 52             | Alison Jackson (CAN)       | 55.            |
| 53             | Jeanne Korevaar (NED)      | 37.            |
| 54             | Soraya Paladin (ITA)       | 5.             |
| 55             | Pauliena Rooijakkers (NED) | 22.            |
| 56             | Valerie Demey (BEL)        | 64.            |

| Team BikeExchange BEX | Team BikeExchange BEX            | Team BikeExchange BEX |
| --------------------- | -------------------------------- | --------------------- |
| Num                   | Ciclista                         | Pos                   |
| 61                    | Amanda Spratt (AUS)              | 4.                    |
| 62                    | Grace Brown (AUS)                | 19.                   |
| 63                    | Janneke Ensing (NED)             | 70.                   |
| 64                    | Lucy Kennedy (AUS)               | 18.                   |
| 65                    | Ane Santesteban (ESP)            | 36.                   |
| 66                    | Georgia Williams (NZL) (estrada) | 75.                   |

| FDJ-Nouvelle Aquitaine-Futuroscope FDJ | FDJ-Nouvelle Aquitaine-Futuroscope FDJ | FDJ-Nouvelle Aquitaine-Futuroscope FDJ |
| -------------------------------------- | -------------------------------------- | -------------------------------------- |
| Num                                    | Ciclista                               | Pos                                    |
| 71                                     | Cecilie Uttrup Ludwig (DEN)            | 7.                                     |
| 72                                     | Marta Cavalli (ITA)                    | 83.                                    |
| 73                                     | Stine Borgli (NOR)                     | 61.                                    |
| 74                                     | Brodie Chapman (AUS)                   | 44.                                    |
| 75                                     | Emilia Fahlin (SWE)                    | 59.                                    |
| 76                                     | Évita Muzic (FRA)                      | 78.                                    |

| Alé BTC Ljubljana ALE | Alé BTC Ljubljana ALE       | Alé BTC Ljubljana ALE |
| --------------------- | --------------------------- | --------------------- |
| Num                   | Ciclista                    | Pos                   |
| 81                    | Marta Bastianelli (ITA)     | 35.                   |
| 82                    | Tatiana Guderzo (ITA)       | 81.                   |
| 83                    | Anastasia Chursina (RUS)    | 73.                   |
| 84                    | Mavi García (ESP) (estrada) | 6.                    |
| 85                    | Marlen Reusser (SUI)        | 30.                   |
| 86                    | Alessia Patuelli (ITA)      | DNF                   |

| Jumbo-Visma Women Team TJV | Jumbo-Visma Women Team TJV | Jumbo-Visma Women Team TJV |
| -------------------------- | -------------------------- | -------------------------- |
| Num                        | Ciclista                   | Pos                        |
| 91                         | Marianne Vos (NED)         | 1.                         |
| 92                         | Karlijn Swinkels (NED)     | 66.                        |
| 93                         | Anouska Koster (NED)       | 28.                        |
| 94                         | Riejanne Markus (NED)      | 67.                        |
| 95                         | Julie Van de Velde (BEL)   | 76.                        |
| 96                         | Teuntje Beekhuis (NED)     | 39.                        |

| Parkhotel Valkenburg PHV | Parkhotel Valkenburg PHV | Parkhotel Valkenburg PHV |
| ------------------------ | ------------------------ | ------------------------ |
| Num                      | Ciclista                 | Pos                      |
| 101                      | Belle De Gast (NED)      | DNF                      |
| 102                      | Nina Buysman (NED)       | 74.                      |
| 103                      | Mischa Bredewold (NED)   | 56.                      |
| 104                      | Pien Limpens (NED)       | DNF                      |
| 105                      | Julia Van Bokhoven (NED) | 25.                      |
| 106                      | Marit Raaijmakers (NED)  | 69.                      |

| Lotto Soudal Ladies LSL | Lotto Soudal Ladies LSL  | Lotto Soudal Ladies LSL |
| ----------------------- | ------------------------ | ----------------------- |
| Num                     | Ciclista                 | Pos                     |
| 111                     | Lone Meertens (BEL)      | DNF                     |
| 112                     | Hanna Nilsson (SWE)      | 68.                     |
| 113                     | Abby-Mae Parkinson (GBR) | 62.                     |
| 114                     | Anna Plichta (POL)       | DNF                     |
| 115                     | Alana Castrique (BEL)    | DNF                     |
| 116                     | Elise vander Sande (BEL) | DNF                     |

| GT Krush Tunap BPC | GT Krush Tunap BPC    | GT Krush Tunap BPC |
| ------------------ | --------------------- | ------------------ |
| Num                | Ciclista              | Pos                |
| 121                | Marissa Baks (NED)    | DNF                |
| 122                | Inez Beijer (NED)     | DNF                |
| 123                | Nienke Wasmus (NED)   | DNF                |
| 124                | Nathalie Eklund (SWE) | 60.                |
| 125                | Clara Lundmark (SWE)  | DNF                |
| 126                | Quinty Ton (NED)      | 43.                |

| Doltcini-Van Eyck-Proximus DVE | Doltcini-Van Eyck-Proximus DVE | Doltcini-Van Eyck-Proximus DVE |
| ------------------------------ | ------------------------------ | ------------------------------ |
| Num                            | Ciclista                       | Pos                            |
| 131                            | Minke Bakker (NED)             | DNF                            |
| 132                            | Olha Kulynych (UKR)            | DNF                            |
| 133                            | Amber Aernouts (NED)           | DNF                            |
| 134                            | Noa Jansen (NED)               | DNF                            |
| 135                            | Barbara Sniezynska (POL)       | DNF                            |
| 136                            | Bryony van Velzen (NED)        | DNF                            |

| NXTG Racing NXG | NXTG Racing NXG            | NXTG Racing NXG |
| --------------- | -------------------------- | --------------- |
| Num             | Ciclista                   | Pos             |
| 141             | Rozemarijn Ammerlaan (NED) | DNF             |
| 142             | Julia Borgström (SWE)      | DNF             |
| 143             | Ilse Pluimers (NED)        | DNF             |
| 145             | Amelia Sharpe (GBR)        | 40.             |
| 146             | Catalina Soto (CHI)        | DNF             |

| Multum Accountants MUL | Multum Accountants MUL     | Multum Accountants MUL |
| ---------------------- | -------------------------- | ---------------------- |
| Num                    | Ciclista                   | Pos                    |
| 151                    | Marijke de Smedt (BEL)     | DNF                    |
| 152                    | Megan Panton (GBR)         | DNF                    |
| 153                    | Ann-Sophie Duyck (BEL)     | DNF                    |
| 154                    | Rosalie Van der Wolf (NED) | DNF                    |
| 155                    | Céline van Houtum (NED)    | DNF                    |
| 156                    | Kylie Waterreus (NED)      | DNF                    |

| Cams Basso CAT | Cams Basso CAT        | Cams Basso CAT |
| -------------- | --------------------- | -------------- |
| Num            | Ciclista              | Pos            |
| 161            | Jessica Finney (GBR)  | DNF            |
| 162            | Jennifer Powell (GBR) | DNF            |
| 163            | Katie Scott (GBR)     | DNF            |
| 164            | Hayley Simmonds (GBR) | DNF            |
| 165            | Jo Tindley (GBR)      | DNF            |
| 166            | Emma Edwards (USA)    | DNF            |

| Bingoal-Chevalmeire CCT | Bingoal-Chevalmeire CCT | Bingoal-Chevalmeire CCT |
| ----------------------- | ----------------------- | ----------------------- |
| Num                     | Ciclista                | Pos                     |
| 171                     | Demi de Jong (NED)      | DNF                     |
| 172                     | Thalita de Jong (NED)   | 38.                     |
| 173                     | Justine Ghekiere (BEL)  | DNF                     |
| 175                     | Natalie van Gogh (NED)  | DNF                     |
| 176                     | Rozanne Slik (NED)      | DNF                     |

| Ceratizit-WNT Pro Cycling WNT | Ceratizit-WNT Pro Cycling WNT | Ceratizit-WNT Pro Cycling WNT |
| ----------------------------- | ----------------------------- | ----------------------------- |
| Num                           | Ciclista                      | Pos                           |
| 181                           | Laura Asencio (FRA)           | DNF                           |
| 182                           | Julie Norman Leth (DEN)       | DNF                           |
| 183                           | Kathrin Hammes (GER)          | 42.                           |
| 184                           | Marta Lach (POL) (estrada)    | 27.                           |
| 185                           | Erica Magnaldi (ITA)          | 14.                           |
| 186                           | Lara Vieceli (ITA)            | 65.                           |

| Tibco-Silicon Valley Bank TIB | Tibco-Silicon Valley Bank TIB | Tibco-Silicon Valley Bank TIB |
| ----------------------------- | ----------------------------- | ----------------------------- |
| Num                           | Ciclista                      | Pos                           |
| 191                           | Lauren Stephens (USA)         | 57.                           |
| 192                           | Nina Kessler (NED)            | DNF                           |
| 193                           | Kristen Faulkner (USA)        | 15.                           |
| 194                           | Sarah Gigante (AUS)           | 79.                           |
| 195                           | Emily Newsom (USA)            | DNF                           |
| 196                           | Eri Yonamine (JPN)            | DNF                           |

| Valcar-Travel & Service VAL | Valcar-Travel & Service VAL | Valcar-Travel & Service VAL |
| --------------------------- | --------------------------- | --------------------------- |
| Num                         | Ciclista                    | Pos                         |
| 201                         | Elisa Balsamo (ITA)         | 49.                         |
| 202                         | Alice Maria Arzuffi (ITA)   | DNF                         |
| 203                         | Barbara Malcotti (ITA)      | 82.                         |
| 204                         | Vittoria Guazzini (ITA)     | 80.                         |
| 205                         | Federica Piergiovanni (ITA) | 51.                         |
| 206                         | Silvia Pollicini (ITA)      | DNF                         |

| A.R. Monex Women's ASA | A.R. Monex Women's ASA        | A.R. Monex Women's ASA |
| ---------------------- | ----------------------------- | ---------------------- |
| Num                    | Ciclista                      | Pos                    |
| 211                    | Eider Merino (ESP)            | 77.                    |
| 212                    | Lizbeth Salazar (MEX)         | 58.                    |
| 213                    | Maria Novolodskaya (RUS)      | 13.                    |
| 214                    | Katia Ragusa (ITA)            | 34.                    |
| 215                    | Arlenis Sierra (CUB)          | 46.                    |
| 216                    | Maria Vittoria Sperotto (ITA) | DNF                    |

| Andy Schleck-CP NVST-Immo Losch ASC | Andy Schleck-CP NVST-Immo Losch ASC   | Andy Schleck-CP NVST-Immo Losch ASC |
| ----------------------------------- | ------------------------------------- | ----------------------------------- |
| Num                                 | Ciclista                              | Pos                                 |
| 221                                 | Stella Nightingale (NZL)              | DNF                                 |
| 222                                 | Georgia Danford (AUS)                 | DNF                                 |
| 223                                 | Rylee McMullen (NZL)                  | DNF                                 |
| 224                                 | Lisa Müllenberg (NED)                 | DNF                                 |
| 225                                 | Carolin Schiff (GER)                  | DNF                                 |
| 226                                 | Mie Bjørndal Ottestad (NOR) (estrada) | 63.                                 |

| Cogeas-Mettler-Look Pro Cycling Team CGS | Cogeas-Mettler-Look Pro Cycling Team CGS | Cogeas-Mettler-Look Pro Cycling Team CGS |
| ---------------------------------------- | ---------------------------------------- | ---------------------------------------- |
| Num                                      | Ciclista                                 | Pos                                      |
| 231                                      | Hannah Buch (GER)                        | DNF                                      |
| 232                                      | Olga Zabelinskaya (UZB)                  | DNF                                      |
| 233                                      | Iuliia Galimullina (RUS)                 | DNF                                      |
| 234                                      | Aigul Gareyeva (RUS)                     | DNF                                      |
| 235                                      | Petra Stiasny (SUI)                      | DNF                                      |
| 236                                      | Thalea Mäder (GER)                       | DNF                                      |

| Canyon-SRAM Racing CSR | Canyon-SRAM Racing CSR        | Canyon-SRAM Racing CSR |
| ---------------------- | ----------------------------- | ---------------------- |
| Num                    | Ciclista                      | Pos                    |
| 1                      | Katarzyna Niewiadoma (POL)    | 10.                    |
| 2                      | Tiffany Cromwell (AUS)        | 24.                    |
| 3                      | Alena Amialiusik (BLR)        | 48.                    |
| 4                      | Alexis Ryan (USA)             | DNF                    |
| 5                      | Elise Chabbey (SUI) (estrada) | 33.                    |
| 6                      | Mikayla Harvey (NZL)          | 47.                    |

| SD Worx SDW | SD Worx SDW                          | SD Worx SDW |
| ----------- | ------------------------------------ | ----------- |
| Num         | Ciclista                             | Pos         |
| 11          | Anna van der Breggen (NED) (estrada) | 53.         |
| 12          | Demi Vollering (NED)                 | 2.          |
| 13          | Chantal van den Broek-Blaak (NED)    | 52.         |
| 14          | Anna Shackley (GBR)                  | 17.         |
| 15          | Ashleigh Moolman Pasio (RSA)         | 9.          |
| 16          | Niamh Fisher-Black (NZL)             | 12.         |

| Team DSM DSM | Team DSM DSM           | Team DSM DSM |
| ------------ | ---------------------- | ------------ |
| Num          | Ciclista               | Pos          |
| 21           | Floortje Mackaij (NED) | 29.          |
| 22           | Lorena Wiebes (NED)    | DNF          |
| 23           | Coryn Rivera (USA)     | 26.          |
| 24           | Leah Kirchmann (CAN)   | 50.          |
| 25           | Franziska Koch (GER)   | 72.          |
| 26           | Juliette Labous (FRA)  | 16.          |

| Trek-Segafredo TFS | Trek-Segafredo TFS                   | Trek-Segafredo TFS |
| ------------------ | ------------------------------------ | ------------------ |
| Num                | Ciclista                             | Pos                |
| 31                 | Elisa Longo Borghini (ITA) (estrada) | 8.                 |
| 32                 | Lucinda Brand (NED)                  | 23.                |
| 33                 | Tayler Wiles (USA)                   | 45.                |
| 34                 | Audrey Cordon-Ragot (FRA) (estrada)  | DNF                |
| 35                 | Lauretta Hanson (AUS)                | 31.                |
| 36                 | Ruth Winder (USA)                    | 20.                |

| Movistar Team MOV | Movistar Team MOV                    | Movistar Team MOV |
| ----------------- | ------------------------------------ | ----------------- |
| Num               | Ciclista                             | Pos               |
| 41                | Annemiek van Vleuten (NED) (estrada) | 3.                |
| 42                | Leah Thomas (USA)                    | 21.               |
| 43                | Katrine Aalerud (NOR)                | 11.               |
| 44                | Paula Patiño (COL)                   | 71.               |
| 45                | Jelena Erić (SRB)                    | 54.               |
| 46                | Sara Martín Martín (ESP)             | 32.               |

| Liv Racing LIV | Liv Racing LIV             | Liv Racing LIV |
| -------------- | -------------------------- | -------------- |
| Num            | Ciclista                   | Pos            |
| 51             | Sabrina Stultiens (NED)    | 41.            |
| 52             | Alison Jackson (CAN)       | 55.            |
| 53             | Jeanne Korevaar (NED)      | 37.            |
| 54             | Soraya Paladin (ITA)       | 5.             |
| 55             | Pauliena Rooijakkers (NED) | 22.            |
| 56             | Valerie Demey (BEL)        | 64.            |

| Team BikeExchange BEX | Team BikeExchange BEX            | Team BikeExchange BEX |
| --------------------- | -------------------------------- | --------------------- |
| Num                   | Ciclista                         | Pos                   |
| 61                    | Amanda Spratt (AUS)              | 4.                    |
| 62                    | Grace Brown (AUS)                | 19.                   |
| 63                    | Janneke Ensing (NED)             | 70.                   |
| 64                    | Lucy Kennedy (AUS)               | 18.                   |
| 65                    | Ane Santesteban (ESP)            | 36.                   |
| 66                    | Georgia Williams (NZL) (estrada) | 75.                   |

| FDJ-Nouvelle Aquitaine-Futuroscope FDJ | FDJ-Nouvelle Aquitaine-Futuroscope FDJ | FDJ-Nouvelle Aquitaine-Futuroscope FDJ |
| -------------------------------------- | -------------------------------------- | -------------------------------------- |
| Num                                    | Ciclista                               | Pos                                    |
| 71                                     | Cecilie Uttrup Ludwig (DEN)            | 7.                                     |
| 72                                     | Marta Cavalli (ITA)                    | 83.                                    |
| 73                                     | Stine Borgli (NOR)                     | 61.                                    |
| 74                                     | Brodie Chapman (AUS)                   | 44.                                    |
| 75                                     | Emilia Fahlin (SWE)                    | 59.                                    |
| 76                                     | Évita Muzic (FRA)                      | 78.                                    |

| Alé BTC Ljubljana ALE | Alé BTC Ljubljana ALE       | Alé BTC Ljubljana ALE |
| --------------------- | --------------------------- | --------------------- |
| Num                   | Ciclista                    | Pos                   |
| 81                    | Marta Bastianelli (ITA)     | 35.                   |
| 82                    | Tatiana Guderzo (ITA)       | 81.                   |
| 83                    | Anastasia Chursina (RUS)    | 73.                   |
| 84                    | Mavi García (ESP) (estrada) | 6.                    |
| 85                    | Marlen Reusser (SUI)        | 30.                   |
| 86                    | Alessia Patuelli (ITA)      | DNF                   |

| Jumbo-Visma Women Team TJV | Jumbo-Visma Women Team TJV | Jumbo-Visma Women Team TJV |
| -------------------------- | -------------------------- | -------------------------- |
| Num                        | Ciclista                   | Pos                        |
| 91                         | Marianne Vos (NED)         | 1.                         |
| 92                         | Karlijn Swinkels (NED)     | 66.                        |
| 93                         | Anouska Koster (NED)       | 28.                        |
| 94                         | Riejanne Markus (NED)      | 67.                        |
| 95                         | Julie Van de Velde (BEL)   | 76.                        |
| 96                         | Teuntje Beekhuis (NED)     | 39.                        |

| Parkhotel Valkenburg PHV | Parkhotel Valkenburg PHV | Parkhotel Valkenburg PHV |
| ------------------------ | ------------------------ | ------------------------ |
| Num                      | Ciclista                 | Pos                      |
| 101                      | Belle De Gast (NED)      | DNF                      |
| 102                      | Nina Buysman (NED)       | 74.                      |
| 103                      | Mischa Bredewold (NED)   | 56.                      |
| 104                      | Pien Limpens (NED)       | DNF                      |
| 105                      | Julia Van Bokhoven (NED) | 25.                      |
| 106                      | Marit Raaijmakers (NED)  | 69.                      |

| Lotto Soudal Ladies LSL | Lotto Soudal Ladies LSL  | Lotto Soudal Ladies LSL |
| ----------------------- | ------------------------ | ----------------------- |
| Num                     | Ciclista                 | Pos                     |
| 111                     | Lone Meertens (BEL)      | DNF                     |
| 112                     | Hanna Nilsson (SWE)      | 68.                     |
| 113                     | Abby-Mae Parkinson (GBR) | 62.                     |
| 114                     | Anna Plichta (POL)       | DNF                     |
| 115                     | Alana Castrique (BEL)    | DNF                     |
| 116                     | Elise vander Sande (BEL) | DNF                     |

| GT Krush Tunap BPC | GT Krush Tunap BPC    | GT Krush Tunap BPC |
| ------------------ | --------------------- | ------------------ |
| Num                | Ciclista              | Pos                |
| 121                | Marissa Baks (NED)    | DNF                |
| 122                | Inez Beijer (NED)     | DNF                |
| 123                | Nienke Wasmus (NED)   | DNF                |
| 124                | Nathalie Eklund (SWE) | 60.                |
| 125                | Clara Lundmark (SWE)  | DNF                |
| 126                | Quinty Ton (NED)      | 43.                |

| Doltcini-Van Eyck-Proximus DVE | Doltcini-Van Eyck-Proximus DVE | Doltcini-Van Eyck-Proximus DVE |
| ------------------------------ | ------------------------------ | ------------------------------ |
| Num                            | Ciclista                       | Pos                            |
| 131                            | Minke Bakker (NED)             | DNF                            |
| 132                            | Olha Kulynych (UKR)            | DNF                            |
| 133                            | Amber Aernouts (NED)           | DNF                            |
| 134                            | Noa Jansen (NED)               | DNF                            |
| 135                            | Barbara Sniezynska (POL)       | DNF                            |
| 136                            | Bryony van Velzen (NED)        | DNF                            |

| NXTG Racing NXG | NXTG Racing NXG            | NXTG Racing NXG |
| --------------- | -------------------------- | --------------- |
| Num             | Ciclista                   | Pos             |
| 141             | Rozemarijn Ammerlaan (NED) | DNF             |
| 142             | Julia Borgström (SWE)      | DNF             |
| 143             | Ilse Pluimers (NED)        | DNF             |
| 145             | Amelia Sharpe (GBR)        | 40.             |
| 146             | Catalina Soto (CHI)        | DNF             |

| Multum Accountants MUL | Multum Accountants MUL     | Multum Accountants MUL |
| ---------------------- | -------------------------- | ---------------------- |
| Num                    | Ciclista                   | Pos                    |
| 151                    | Marijke de Smedt (BEL)     | DNF                    |
| 152                    | Megan Panton (GBR)         | DNF                    |
| 153                    | Ann-Sophie Duyck (BEL)     | DNF                    |
| 154                    | Rosalie Van der Wolf (NED) | DNF                    |
| 155                    | Céline van Houtum (NED)    | DNF                    |
| 156                    | Kylie Waterreus (NED)      | DNF                    |

| Cams Basso CAT | Cams Basso CAT        | Cams Basso CAT |
| -------------- | --------------------- | -------------- |
| Num            | Ciclista              | Pos            |
| 161            | Jessica Finney (GBR)  | DNF            |
| 162            | Jennifer Powell (GBR) | DNF            |
| 163            | Katie Scott (GBR)     | DNF            |
| 164            | Hayley Simmonds (GBR) | DNF            |
| 165            | Jo Tindley (GBR)      | DNF            |
| 166            | Emma Edwards (USA)    | DNF            |

| Bingoal-Chevalmeire CCT | Bingoal-Chevalmeire CCT | Bingoal-Chevalmeire CCT |
| ----------------------- | ----------------------- | ----------------------- |
| Num                     | Ciclista                | Pos                     |
| 171                     | Demi de Jong (NED)      | DNF                     |
| 172                     | Thalita de Jong (NED)   | 38.                     |
| 173                     | Justine Ghekiere (BEL)  | DNF                     |
| 175                     | Natalie van Gogh (NED)  | DNF                     |
| 176                     | Rozanne Slik (NED)      | DNF                     |

| Ceratizit-WNT Pro Cycling WNT | Ceratizit-WNT Pro Cycling WNT | Ceratizit-WNT Pro Cycling WNT |
| ----------------------------- | ----------------------------- | ----------------------------- |
| Num                           | Ciclista                      | Pos                           |
| 181                           | Laura Asencio (FRA)           | DNF                           |
| 182                           | Julie Norman Leth (DEN)       | DNF                           |
| 183                           | Kathrin Hammes (GER)          | 42.                           |
| 184                           | Marta Lach (POL) (estrada)    | 27.                           |
| 185                           | Erica Magnaldi (ITA)          | 14.                           |
| 186                           | Lara Vieceli (ITA)            | 65.                           |

| Tibco-Silicon Valley Bank TIB | Tibco-Silicon Valley Bank TIB | Tibco-Silicon Valley Bank TIB |
| ----------------------------- | ----------------------------- | ----------------------------- |
| Num                           | Ciclista                      | Pos                           |
| 191                           | Lauren Stephens (USA)         | 57.                           |
| 192                           | Nina Kessler (NED)            | DNF                           |
| 193                           | Kristen Faulkner (USA)        | 15.                           |
| 194                           | Sarah Gigante (AUS)           | 79.                           |
| 195                           | Emily Newsom (USA)            | DNF                           |
| 196                           | Eri Yonamine (JPN)            | DNF                           |

| Valcar-Travel & Service VAL | Valcar-Travel & Service VAL | Valcar-Travel & Service VAL |
| --------------------------- | --------------------------- | --------------------------- |
| Num                         | Ciclista                    | Pos                         |
| 201                         | Elisa Balsamo (ITA)         | 49.                         |
| 202                         | Alice Maria Arzuffi (ITA)   | DNF                         |
| 203                         | Barbara Malcotti (ITA)      | 82.                         |
| 204                         | Vittoria Guazzini (ITA)     | 80.                         |
| 205                         | Federica Piergiovanni (ITA) | 51.                         |
| 206                         | Silvia Pollicini (ITA)      | DNF                         |

| A.R. Monex Women's ASA | A.R. Monex Women's ASA        | A.R. Monex Women's ASA |
| ---------------------- | ----------------------------- | ---------------------- |
| Num                    | Ciclista                      | Pos                    |
| 211                    | Eider Merino (ESP)            | 77.                    |
| 212                    | Lizbeth Salazar (MEX)         | 58.                    |
| 213                    | Maria Novolodskaya (RUS)      | 13.                    |
| 214                    | Katia Ragusa (ITA)            | 34.                    |
| 215                    | Arlenis Sierra (CUB)          | 46.                    |
| 216                    | Maria Vittoria Sperotto (ITA) | DNF                    |

| Andy Schleck-CP NVST-Immo Losch ASC | Andy Schleck-CP NVST-Immo Losch ASC   | Andy Schleck-CP NVST-Immo Losch ASC |
| ----------------------------------- | ------------------------------------- | ----------------------------------- |
| Num                                 | Ciclista                              | Pos                                 |
| 221                                 | Stella Nightingale (NZL)              | DNF                                 |
| 222                                 | Georgia Danford (AUS)                 | DNF                                 |
| 223                                 | Rylee McMullen (NZL)                  | DNF                                 |
| 224                                 | Lisa Müllenberg (NED)                 | DNF                                 |
| 225                                 | Carolin Schiff (GER)                  | DNF                                 |
| 226                                 | Mie Bjørndal Ottestad (NOR) (estrada) | 63.                                 |

| Cogeas-Mettler-Look Pro Cycling Team CGS | Cogeas-Mettler-Look Pro Cycling Team CGS | Cogeas-Mettler-Look Pro Cycling Team CGS |
| ---------------------------------------- | ---------------------------------------- | ---------------------------------------- |
| Num                                      | Ciclista                                 | Pos                                      |
| 231                                      | Hannah Buch (GER)                        | DNF                                      |
| 232                                      | Olga Zabelinskaya (UZB)                  | DNF                                      |
| 233                                      | Iuliia Galimullina (RUS)                 | DNF                                      |
| 234                                      | Aigul Gareyeva (RUS)                     | DNF                                      |
| 235                                      | Petra Stiasny (SUI)                      | DNF                                      |
| 236                                      | Thalea Mäder (GER)                       | DNF                                      |

Convenções:
- AB: Abandonou
- FLT: Retiro por chegada fora do limite de tempo
- NTS: Não tomou a saída
- DES: Descalificada ou expulsada

## WorldTour Feminino
A Amstel Gold Race feminina  outorgou pontos para o UCI World Ranking Feminino e o UCI WorldTour Feminino para corredoras das equipas nas categorias UCI WorldTeam Feminino e Continental Feminino. As seguintes tabelas mostram o barómetro de pontuação e as 10 corredoras que obtiveram mais pontos:
| Posição   | 1.ª | 2.ª | 3.ª | 4.ª | 5.ª | 6.ª | 7.ª | 8.ª | 9.ª | 10.ª | 11.ª | 12.ª | 13.ª | 14.ª | 15.ª | 16.ª-20.ª | 21.ª-30.ª | 31.ª-40.ª |
| Pontuação | 400 | 320 | 260 | 220 | 180 | 140 | 120 | 100 | 80  | 68   | 56   | 48   | 40   | 32   | 28   | 24        | 16        | 8         |

| Classificação |                       |                                    |        |
| Posição       | Ciclista              | Equipo                             | Pontos |
| ------------- | --------------------- | ---------------------------------- | ------ |
| 1.ª           | Marianne Vos          | Jumbo-Visma                        | 400    |
| 2.ª           | Demi Vollering        | SD Worx                            | 320    |
| 3.ª           | Annemiek van Vleuten  | Movistar                           | 260    |
| 4.ª           | Amanda Spratt         | BikeExchange                       | 220    |
| 5.ª           | Soraya Paladin        | Liv Racing                         | 180    |
| 6.ª           | Mavi García           | Alé BTC Ljubljana                  | 140    |
| 7.ª           | Cecilie Uttrup Ludwig | FDJ Nouvelle Aquitaine Futuroscope | 120    |
| 8.ª           | Elisa Longo Borghini  | Trek-Segafredo                     | 100    |
| 9.ª           | Ashleigh Moolman      | SD Worx                            | 80     |
| 10.ª          | Katarzyna Niewiadoma  | Canyon SRAM Racing                 | 68     |